# Maar Tamater
Maar Tamater (tiếng Ả Rập: معرتماتر) là một ngôi làng Syria nằm ở Kafr Nabl Nahiyah ở huyện Maarrat al-Nu'man, Idlib. Theo Cục Thống kê Trung ương Syria (CBS), Maar Tamater có dân số 1961 trong cuộc điều tra dân số năm 2004.